# لودفيغ فرديناند ماير
لودفيغ فرديناند ماير (بالألمانية: Ludwig Ferdinand Meyer)‏ هو طبيب أطفال ألماني، ولد في 23 مايو 1879 في فيسبادن في ألمانيا، وتوفي في 1954 في تل أبيب في إسرائيل.